# 赤老溫
赤老溫，《蒙古秘史》作赤剌溫，又作齊拉袞。出身蒙古速勒都思氏，鎖兒罕失剌之子，與博爾朮、木華黎、博爾忽合稱「四杰」，其以驍勇善戰而著稱。原屬泰赤烏部，幼年時遇見遭泰赤烏人俘虜的成吉思汗（鐵木真），其與父鎖兒罕失剌，弟沉白，妹合答安一同幫助成吉思汗成功脫險。赤老溫成年後，投奔成吉思汗麾下，并在與克烈部聯合，對抗乃蠻部曲薛吾軍的戰鬥中立下戰功，受封「把阿禿兒」稱號。1206年，成吉思汗建立蒙古帝國，封鎖兒罕失剌、沉白、赤老溫父子三人為千戶，統領色楞格河地區。赤老溫世任「怯薛軍」之長，享「九罪而不究」之賞。

## 家族
- 千戶 鎖兒罕失剌（Sorqan Šira/suŏérhǎnshīlà,سورغان شيره/Sūrghān Shīra）
  - 赤老温（Čila'un ba'atur/chìlǎowēn,چيلاوغان بهادر/Chīlāūghān bahādur）
    - 宿敦（Sudon noyan/sùdūn,سدون نویان/Sudūn Nūyān）
      - （Qajudar ＞قاجودر/Qājūdar）
      - （Sartaq noyan ＞سرتاق نویان/Sartāq Nūyān）
      - （Burja ＞بورجه/Būrja）
      - 孙札黑那颜（Sunjaq noyan ＞سونجاق نویان/Sūnjāq Nūyān）
      - 秃丹（Tudan ＞تودان/Tūdān）
        - （Malik ＞ملك）
          - 出班（楚邦）[3]（Čuban ＞جوبان/Jūbān）
            - （Amīr Ḥasan ＞أمير حسن）
            - （Temür taš ＞أمير تیمور تاش/Amīr tīmūr Tāsh）
              - 谢赫·小哈散·楚邦王公（丘拜尼王朝）（Shaykh ḥasan ＞شیخ حسن）
              - 馬立克·阿希拉夫（Malek Ashraf ＞ملک اشرف）

            - （Damshaq noyan ＞خواجه نویان）
            - （Shaikh Maḥmūd ＞شيخ محمود）

    - 阿剌罕（Alaqan/ālàhǎn）
      - 鎖兀都（/suŏwùdōu）
        - 唐古䚟（/tánggŭdǎi）
          - 健都班（Gaindu-dpal/jiàndōubān）

    - 纳图儿（Nadr/nàtúér）
      - 察剌（Čalan/chálà）
        - 忽訥（Uquna/hūnè）
          - 脱帖穆耳（Toq temür/tuōtièmùěr）
            - 月魯不花（Örüg buqa/yuèlǔbùhuā）

  - 沉白（Čimbai/shĕnbǎi）

## 延伸阅读
[在维基数据编辑]
 《新元史/卷121》，出自柯劭忞《新元史》